# Désiré-Louis Sivot
Désiré-Louis Sivot, francoski general, * 1881, † 1948.